# Tatiana Shmaylyuk
Tatiana Shmayluk (en ucraniano, Тетяна Шмайлюк) (Jórlivka, Ucrania, 15 de marzo de 1987) es una cantante ucraniana, conocida como la vocalista y compositora de la banda de groove metal Jinjer. Tatiana se destaca por su técnica vocal, la cual va desde profundos guturales hasta canto limpio. La cantante mantiene una relación con Alex López, ex baterista de Suicide Silence.

## Carrera musical
Tatiana tiene sus inicios en la música en la infancia, tomando como influencia más cercana su hermano, el cual es guitarrista de una pequeña banda ucraniana. Tras escuchar a artistas como Nirvana, The Offspring, Mudvayne, y, en particular, Otep, en donde los vocales son realizados por una mujer, es donde Tatiana decide encaminarse por la música ligada al rock/heavy metal. 
Para el año 2009, Tatiana ingresa a la banda Jinjer, tras la salida del vocalista anterior, Maksym Fatullaiev. En la banda, la cantante ha podido demostrar sus habilidades como tal, en donde mezcla el canto con voz limpia y guturales extremos. Tras el lanzamiento el mismo año de sus primeros sencillos, "Hypocrites and Critics" y "Objects In Mirror Are Closer Than They Appear", la banda alcanzó mayor reconocimiento y popularidad, lo que favoreció para que Jinjer pudiese grabar su primer EP llamado, Inhale, Don't Breathe el año 2012 y su primer álbum de estudio, Cloud Factory, el año 2014. Desde entonces, Tatiana, junto a Jinjer, han realizado diversas giras a nivel mundial y compartiendo giras con artistas como Arch Enemy y Cradle of Filth. Ya para el año 2018, tras adquirir contrato con Napalm Records, logran reeditar su álbum Cloud Factory emitido cuatro años antes. Por último, sacan un nuevo álbum de estudio, titulado Macro, en 2019.

## Discografía

### Jinjer

#### Álbumes de estudio
- Inhale, Don't Breathe (2013)
- Cloud Factory (2014)
- King of Everything (2016)
- Macro (2019)
- Wallflowers (2021)
- Duél (2025)

#### EPs
- O.I.M.A.C.T.T.A. (2010)

- Inhale, Don't Breathe (2012)
- Micro (2019)

#### Álbumes en vivo
- Alive in Melbourne (2020)
- Live in Los Angeles (2024)

## Premios y nominaciones

### FemMetal Awards
| Año  | Trabajo nominado           | Categoría        | Resultado |
| ---- | -------------------------- | ---------------- | --------- |
| 2021 | Tatiana Shmaylyuk (Jinjer) | Mejor voz brutal | Ganadora  |